# サン・サルバドル県
サン・サルバドル県(サン・サルバドルけん、スペイン語：Departamento de San Salvador)は、エルサルバドル中部の県。
2016年の人口は177万5404人で、14県中1位。
面積は886.2km2で、14県中13位。
人口密度は2003.5人/km2。
県都はサンサルバドルで、同国の首都でもある。

## 人口
- 1992年9月27日：151万2125人
- 2007年6月30日：168万8562人
- 2012年6月30日：173万1030人
- 2016年6月30日：177万5404人

## 隣接県
- 北：チャラテナンゴ県
- 東：クスカトラン県
- 南東：ラ・パス県
- 南～西：ラ・リベルタ県

## 自治体
人口は2016年6月30日の値。
1. ソヤパンゴ：28万1996人
2. サンサルバドル：24万7959人
3. アポパ：18万500人
4. メヒカノス：14万5821人
5. トナカテペケ：14万4155人
6. イロパンゴ：13万3215人
7. デルガド（英語版）：12万8263人
8. サン・マルティン（英語版）：10万408人
9. クスカタンシンゴ（英語版）：8万1840人
10. サン・マルコス（英語版）：7万2227人
11. パンチマルコ（英語版）：4万7304人
12. アユトゥステペケ（英語版）：4万6673人
13. ネハパ（英語版）：3万3110人
14. サント・トマス（英語版）：2万9877人
15. グアザパ（英語版）：2万6704人
16. アグイラレス（英語版）：2万3926人
17. サンティアゴ・テクサクアンゴス（英語版）：2万2374人
18. エル・パイスナル（英語版）：1万4688人
19. ロサリオ・デ・モラ（英語版）：1万4364人